# 刘昌杰
刘昌杰（1933年8月—2013年3月3日），男，四川大竹人，中华人民共和国政治人物，曾任四川省人民政府副省长，四川省政协副主席，第九届全国人大代表。